# Malakoff
Malakoff é um comuna francesa da região de Île de France, departamento de Altos do Sena, no arrondissement de Antony. Trata-se de subúrbio (banlieue) do sudoeste de Paris. Fica situada a 5 quilómetros do centro de Paris.
A sua população segundo o censo de 1999 era de 29.402 habitantes que se chamam Malakoffiots (Malakoffiotas).
Malakoff está integrada na Metrópole da Grande Paris.

## Toponímia
O Nome de Malakoff vem do nome de uma torre defensiva perto de Sebastopol. A tomada desta torre contra os Russos por tropas francesas comandadas pelo general Mac Mahon permitiu a captura da cidade de Sebastopol durante a Guerra da Crimeia em 1855.

## História
A comuna de Malakoff é uma das mais jovens do departamento de Altos do Sena. O seu território durante muito tempo campestre e florestal possui algumas casas que datam de finais do século XVIII. Este território pouco povoado dependia da paróquia de Vanves sobre o nome de « Petit-Vanves ».

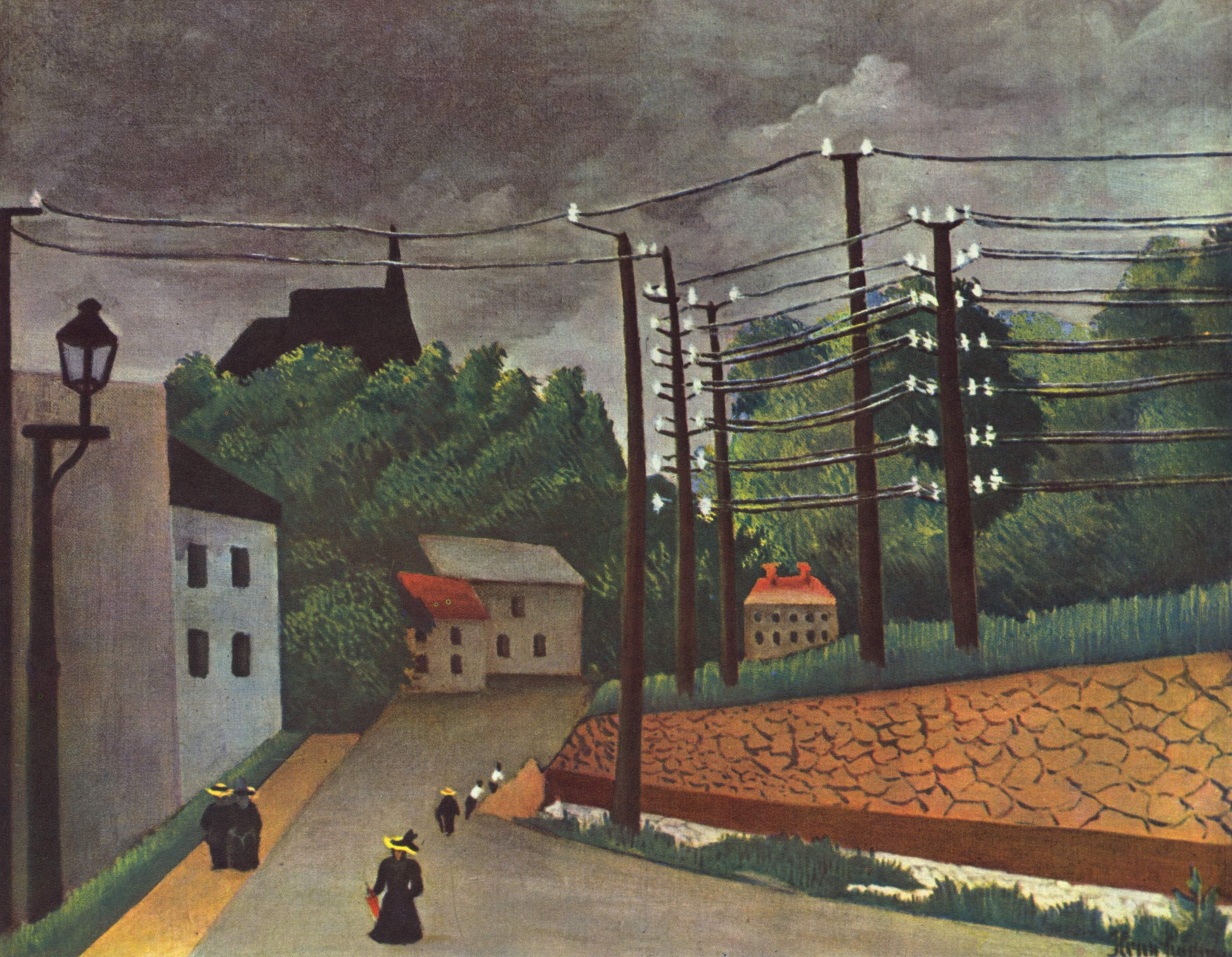
Malakoff por Henri Rousseau (1898)

Foi em 1868 que surgiu o nome Malakoff. Um decreto assinado a 8 de Novembro de 1883 pelo presidente da república Jules Grévy oficializada a separação de Vanves.
O nome de Malakoff provém do nome de uma torre defensiva  perto de Sebastopol. A tomada desta torre pelos exércitos de Napoleão III comandadas por Patrice Mac-Mahon permitiram a tomada da cidade de Sebastopol durante a  Guerra da Crimeia em 1855.
O feito foi comemorado em toda a Europa e, na França, Alexander Chauvelot reconstruiu a torre ao sul de Paris em um parque temático sobre a Guerra da Crimeia.
Em 1870, em plena Guerra Franco-Prussiana, a torre de Malakoff construída por Chauvelot foi demolida por causa de seu uso como um ponto de mira pelos atiradores inimigos às portas de Paris.
Nessa época, a cidade tinha cerca de 6000 habitantes.
A partir de 1920, as ruas de Malakoff foram pavimentadas, equipadas de iluminação pública e de esgotos. A partir de 1930, foram edificados diversos equipamentos sociais, como escolas, creches, e uma estação de correios.
Em 1971, foi inaugurado o Teatro 71 cujo nome presta homenagem à Comuna de Paris. Em 1972, foi inaugurado o estádio náutico intercomunal Châtillon-Malakoff.
Desde os anos 1980 que a atividade industrial tem entrado em declínio na comuna de Malakoff. Em 1993, fechou a empresa Thomson-CSF de Malakoff e de Montrouge.

## Demografia
| 1856 | 1861 | 1866 | 1872 | 1876 | 1881 | 1886  | 1891  | 1896   |
| ---- | ---- | ---- | ---- | ---- | ---- | ----- | ----- | ------ |
| -    | -    | -    | -    | -    | -    | 8 118 | 9 144 | 11 027 |

| 1901   | 1906   | 1911   | 1921   | 1926   | 1931   | 1936   | 1946   | 1954   |
| ------ | ------ | ------ | ------ | ------ | ------ | ------ | ------ | ------ |
| 14 341 | 16 630 | 19 789 | 22 494 | 23 817 | 27 464 | 28 439 | 27 459 | 28 876 |

| 1962 | 1968   | 1975   | 1982   | 1990   | 1999   | 2006   | 2011   | 2016   |
| --- | ------ | ------ | ------ | ------ | ------ | ------ | ------ | ------ |
| 33 603 | 36 198 | 34 121 | 32 553 | 30 959 | 29 402 | 30 509 | 30 768 | 29 973 |
| Para os censos de 1962 a 2006 a população legal corresponde à popolução sem duplicidades, segundo define o INSEE. |        |        |        |        |        |        |        |        |

## Administração municipal
A prefeitura de Malakoff é gerida desde 1945 em termos autárquicos pelo Partido Comunista Francês. A actual presidente, eleita em 2001, chama-se Catherine Margaté.

## Geminações
- Corsico desde 1970.
- Izmailovo desde 1965.

## Monumentos
- Lampadário a gás na azinhaga de Tir
- Peça de uma fachada com as armas da cidade, situada na  entrada nordeste do parque Léon Salagnac.